# Rudolf Rempel (Industrieller)

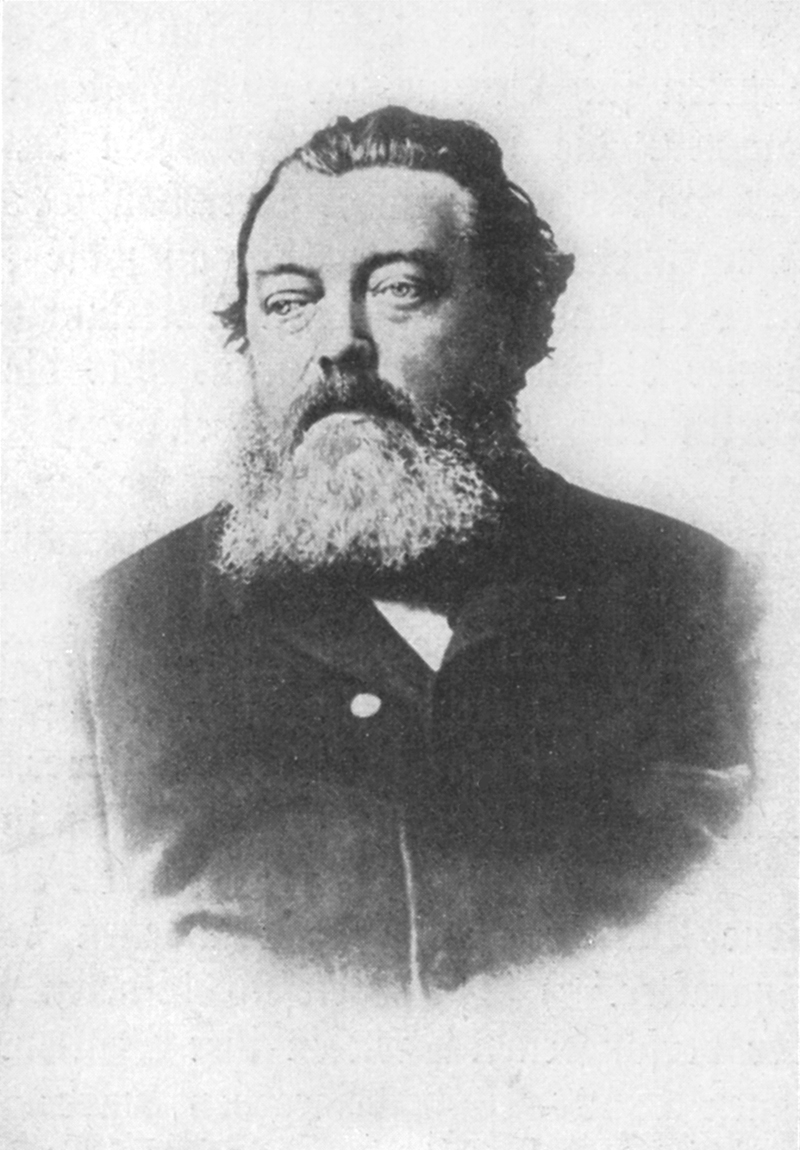
Rudolf Rempel

Rudolf Rempel (* 31. Mai 1815 in Bielefeld; † 28. August 1868 in Kissingen; vollständiger Name: Rudolf Heinrich Clamor Friedrich Rempel) war ein deutscher Kaufmann, Unternehmer und Kommunalpolitiker.

## Leben
Der Sohn des Hieronymus Friedrich Rempel (1772–1825) und dessen erster Ehefrau Auguste Friederike Rempel geb. Schwarz (1781–1835) wurde am 14. Juni 1815 in Bielefeld-Neustadt evangelisch getauft.
Rempel erlernte im Bielefelder Handelshaus Bertelsmann & Sohn den Kaufmannsberuf und war dort nach abgeschlossener Lehre noch drei Jahre als kaufmännischer Angestellter tätig. Mit 21 Jahren gründete er sein eigenes Einzelhandelsgeschäft. Später führte er mit einem Partner eine Leinenhandlung und beteiligte sich an der Glasfabrik Reese & Co. sowie als Mitgründer an der Nähmaschinenfabrik Baer & Rempel („Phoenix Nähmaschinen“).
Neben seiner kaufmännischen Tätigkeit engagierte sich Rempel sehr stark kommunalpolitisch. Er war der Finanzier der linksdemokratischen bis frühsozialistischen Wochenschrift Das Westphälische Dampfboot. Er setzte sich speziell für eine Verbesserung der Lebensverhältnisse der Leinenweber ein, die durch die fortschreitende maschinelle Fabrikation in große Not geraten waren.
Er widmete sich der Hebung und Förderung des industriellen Lebens und gründete im Jahr 1847 die Gesellschaft „Eintracht Bielefeld“ e. V., in der alle Stände Bielefelds ohne Unterschied vertreten waren und deren Direktor er bis zu seinem Tod blieb.
Angeregt durch die Ideen der Französischen Revolution, schrieb er zahlreiche Artikel für verschiedene Zeitungen und Zeitschriften der Ravensberger Region, in denen er seine republikanische Gesinnung nachhaltig vertrat. Die von ihm herausgegebene Wochenzeitschrift Der Volksfreund stellte er unter das Motto „Freiheit, Wohlstand, Bildung für alle“. In seinen Forderungen nach Volkssouveränität und einer Verfassung auf breitester demokratischer Grundlage ging Rempel in der Deutschen Revolution von 1848/1849 bis zur äußersten Grenze. Er galt bald als der „Robespierre von Bielefeld“. Gegen eine Belohnung von 200 Reichstalern wurde er steckbrieflich gesucht. Seiner Verhaftung entzog er sich durch die Flucht nach Paris. Rempel stand in Briefkontakt mit Karl Marx und Friedrich Engels und dürfte beide wohl auch persönlich gekannt haben.
Ein Jahr später (1849) vom Schwurgericht in Münster freigesprochen, kehrte er in seine Heimatstadt Bielefeld zurück. Um das Jahr 1862 führte er die Bielefelder Liberalen. Eine Festveranstaltung am 18. Oktober 1862 „schloß (er) mit einem Hoch auf das feste Zusammenhalten des Bürger- und Bauernstandes gegen den feudalen Adel und das Junkerthum“.
Rempel setzte sich für das Wohl der Stadt Bielefeld als langjähriger Stadtverordneter, Kreistagsabgeordneter und mehrmaliger Vorsitzender der Stadtverordneten-Versammlung ein. Im Schulkuratorium der Stadt wirkte er bei der Erweiterung und Verbesserung des Bielefelder Schulwesens mit. 
Rempel heiratete Minna geb. Vaerhof (* 8. September 1819 in Ummeln; † 20. November 1867 in Bielefeld). Sein Sohn war der gleichnamige Chemiker Rudolf Rempel (1859–1893), der Erfinder der Weckgläser.
Rempel starb im Alter von 53 Jahren während eines Kuraufenthalts in Kissingen und wurde auf dem Alten Friedhof in Bielefeld beigesetzt.

## Ehrungen
In Bielefeld entstand 1963 aus einer Neuordnung der kaufmännischen beruflichen Schulen die nach Rempel benannte Rudolf-Rempel-Schule, heute Rudolf-Rempel-Berufskolleg, eine kaufmännische Schule mit etwa 4800 Schülern.

## Rudolf-Rempel-Förderpreis
Der Förderverein des Berufskollegs vergibt seit 2009 den Rudolf-Rempel-Förderpreis für herausragendes demokratisches und soziales Engagement im Sinne Rudolf Rempels. Der Förderpreis ist – in Anlehnung an die 200 Reichstaler – mit 200 Euro dotiert.
Preisträger:
- 2009: Lukas Schröder